# دانشگاه مسلمان علیگر

دروازه ورودی دانشگاه اسلامی علیگر از سمت خیابان سر سید احمد در شب

دانشگاه مسلمان علیگر (AMU)، (علی گڑه مسلم یونیورسٹی) یکی از دانشگاه‌های پرسابقه کشور هند است که در شهر علیگر ایالت اوتار پرادش در شمال هندوستان قرار دارد.

## پیشینه

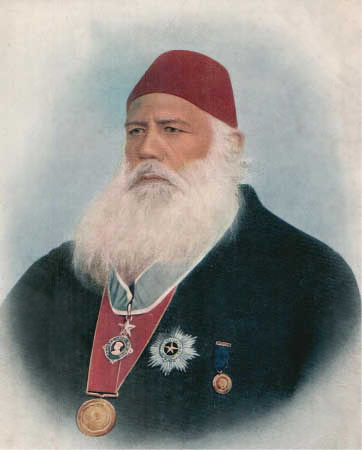
سِر سید احمد خان (۱۸۹۷– ۱۸۱۷) بنیان‌گذار دانشگاه اسلامی علیگر

در سال ۱۸۷۵ سِر سید احمد خان (۱۸۹۷– ۱۸۱۷)، در شهر علیگر مدرسه‌ای به نام «مدرسة العلوم» برای بالا بردن سطح دانش مسلمانان تأسیس گردید. این مدرسه بعدها توسعه یافت و در سال ۱۸۷۷ به نام «محمدن انگلو اورینتل کالج» (Muhammadan Anglo Oriental College) کالج اسلامی خاوری و انگلیسی با فعالیّت بیشتر به کار خود ادامه داد. او در این کالج از دانشگاه‌های آکسفورد و کمبریج که در سفر به انگلستان از آن‌ها دیدن کرده بود الگوبرداری کرد. این کالج در سال ۱۹۲۰ به دانشگاه اسلامی علیگر (Aligarh Muslim University) تغییر نام و ارتقاء یافت.

## آقاخان سوم و علیگر
در سال‌های نخست قرن بیست کالج علیگر با مشکلات متعددی از جمله کمبود منابع و بودجه مواجه بود. آقاخان سوم یکتن از رهبران مسلمان که در سال‌های نخست قرن عضو شورای قانون‌گذاری هند بود، توسعه و مدرن سازی علیگر از مهم‌ترین برنامه‌هایش بود. او برای چند سال متمادی برای توسعه علیگر کار کرد و تا اینکه در سال ۱۹۱۲ علیگر رسما به عنوان دانشگاه از سوی پادشاه جورج پنجم در سفری که همراه با همسرش، ملکه ماری، به هند داشت، منظور گردید. 

## اهمیت
دانشگاه علیگر بیش از ۴۰ هزار دانشجو دارد که از سراسر هند و هم‌چنین کشورهای خارجی به‌ویژه از آفریقا و آسیای غربی و شرقی و ایران می‌باشند. این دانشگاه دوازده دانشکده و شش مرکز پژوهشی دارد که هر کدام از این دانشکده‌ها چندین دپارتمان در رشته‌های مختلف دارند. تقریباً تمام رشته‌های تحصیلی شامل پزشکی، مهندسی، علوم پایه، علوم انسانی، هنرهای زیبا، الهیات، حقوق، فلسفه، ادبیات و کشاورزی از لیسانس تا دکتری در این دانشگاه تدریس می‌شود.
گفته می‌شود، مدرنیته با نهضت علیگر وارد هند شد. در کتابخانه بزرگ این دانشگاه فقط ۱۷ هزار جلد کتاب فارسی که اغلب اهدایی مسئولین ایرانی بوده‌است وجود دارد. پس از انقلاب اسلامی ایران مهندس میرحسین موسوی نخست‌وزیر وقت و پس از او، غلامعلی حداد عادل رئیس وقت مجلس شورای اسلامی از این دانشگاه دیدن کرده و دفتر یادبود آن را امضاء کرده‌اند.

## کتابخانه مولانا آزاد

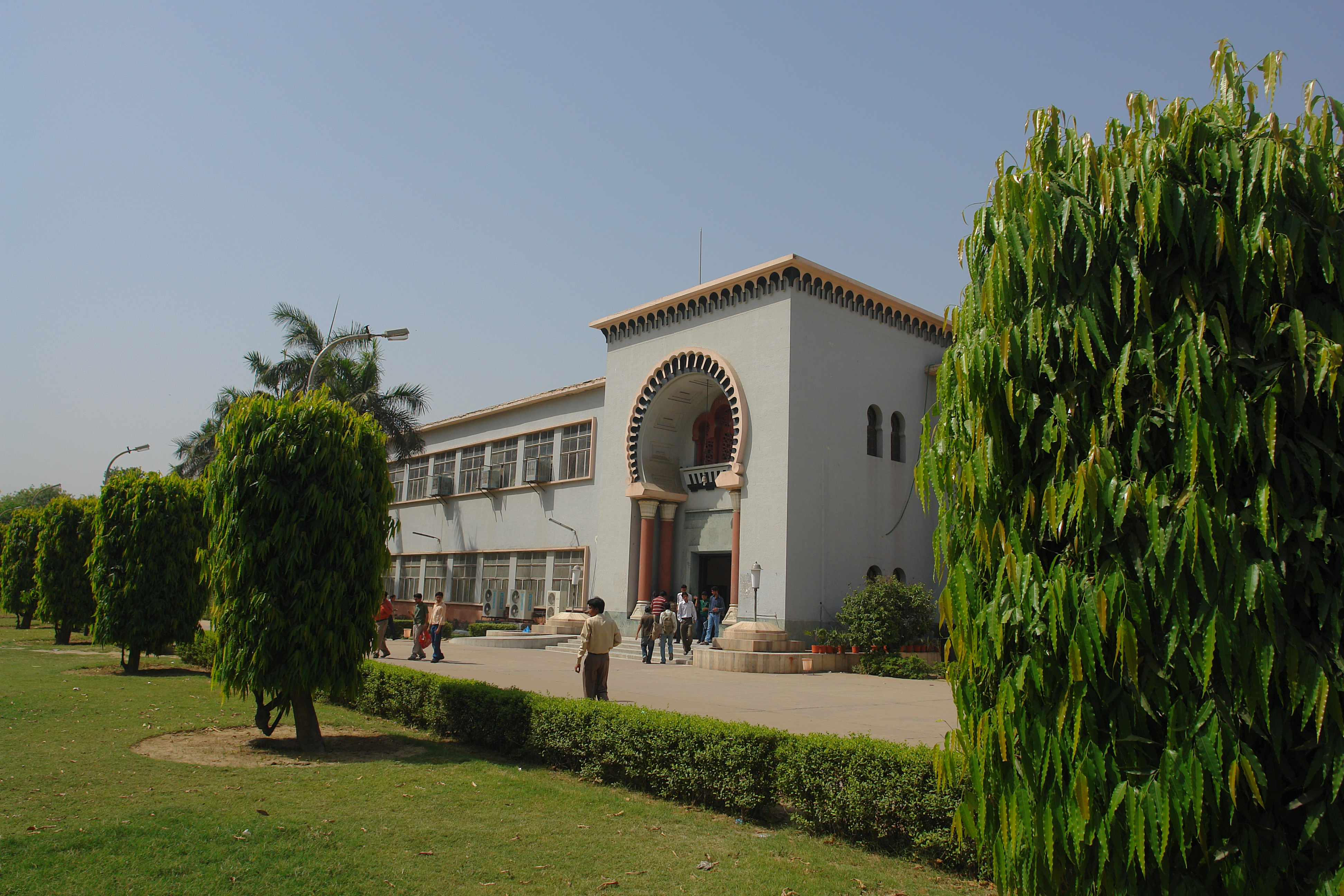
ورودی کتابخانه مولانا آزاد در دانشگاه اسلامی علیگر

در سال ۱۹۶۰ کتابخانه مولانا آزاد در این دانشگاه افتتاح شد و اکنون با بیش از ۹۰۰ هزار کتاب، روزانه به ۵۰۰۰ نفر از دانشجویان و استادان خدمات ارائه می‌کند. در این کتابخانه بزرگ فقط ۱۷ هزار جلد کتاب به‌زبان فارسی وجود دارد که اغلب اهدایی مسئولان ایرانی بوده‌است. هم‌چنین در این کتابخانه آثار نفیس خطی فارسی نگهداری می‌شود.
این کتابخانه‌اکنون در مرکز دانشگاه علیگر قرار گرفته‌است. کتابخانه در دو طبقه دارای سه سالن بزرگ برای مطالعه با ظرفیت ۱۸۰۰ نفر می‌باشد. هر سالن دارای سه بخش، بخش مطالعه دارای ۲۸۰ کرسی، بخش مرجع ۱۵۰ کرسی و سالن جدید ۱۳۰ کرسی است. کتابخانه آزاد با ظرفیّت بیش از یک میلیون کتاب دارای ۸۸۴۷۰۳ جلد کتاب در زمینه علوم مختلف است. مجموعه نسخ خطی این کتابخانه تا سال ۱۹۹۶ بالغ بر ۱۴۵۶۰ نسخه به زبان‌های فارسی، عربی، اردو و سانسکریت گزارش شده‌است.